# Усейн Болт
Усе́йн Болт (англ. Usain Bolt; 21 серпня 1986, Трелоні, Ямайка) — спринтер, восьмиразовий олімпійський чемпіон, одинадцятиразовий чемпіон світу. Прізвисько «Блискавка», власник чинних світових та олімпійських рекордів на дистанції 100 та 200 метрів. Найшвидша людина у світі.

## Виступи на юніорському рівні
Виступи на міжнародному рівні почалися для Усейна на юнацькому чемпіонаті світу з легкої атлетики 2001 року (для атлетів не старших 17 років), який проходив в угорському місті Дебрецен, де він брав участь в забігах на 200 метрів. Але на той час ще зовсім юний (спортсмену не виповнилося і 15 років) ямайський спринтер, хоч і покращив свій особистий час, зафіксувавши його на позначці 21,73 секунди, припинив свої виступи на стадії півфіналу.
Наступним серйозним змаганням для Болта став юніорський (для атлетів не старших 19 років) чемпіонат світу з легкої атлетики, котрий відбувся в Кінґстоні в 2002 році, а отже був для Усейна «домашнім». На своїй коронній 200-метрівці Болт зумів випередити конкурентів і, вигравши чемпіонат у віці 15 років 332 днів, став наймолодшим в історії переможцем юніорських чемпіонатів (цей результат зумів перевершити новозеландський штовхальник ядра Джексон Гілл в 2010 році). Однак на тому не зупинився і разом із співвітчизниками здобув дві срібні нагороди в естафетах 4×100 та 4×400 метрів.
2003 року Усейн взяв участь у другій для себе юнацькій світовій першості, котра відбувалася в квебекському місті Шербрук. Болт знову тріумфував на дистанції 200 метрів і брав участь у змішаній естафеті, де йому був довірений останній етап завдовжки 400 метрів. Але тут ямайську команду спіткала невдача і атлетів було дискваліфіковано.

## Дорослі змагання
Здобуття досвіду на дорослому рівні почалося для Усейна з виступу на найпрестижніших легкоатлетичних змаганнях, котрі відбувалися в рамках XXVIII літніх Олімпійських ігор в Афінах 2004-го. Однак завершився цей виступ невдало: в одному з попередніх забігів першого раунду змагань на 200-метрівці, Болт опинився лише п'ятим, що не дозволило йому пройти до наступної стадії. Результат (21,05 с.) показанний спортсменом виявився однаковим з результатом японського спринтера Сіндзі Такахіра і відповідав 40-41 місцям серед усіх учасників першого кола змагань.
Наступний рік подарував Усейну ще один дебют, цього разу на дорослому чемпіонаті світу, котрий відбувався в Гельсінкі. Перше коло змагань з бігу на 200 метрів Болт пройшов дуже впевнено, вигравши свій забіг. В другому колі він фінішував другим, після американця Джона Капеля, але це все рівно дозволило йому напряму пройти в півфінал. В півфіналі ж не без проблем (4-е місце в своєму забігові і 7-ме загальне) молодому атлету таки вдалося стати учасником вирішального забігу. Завдяки цьому успіхові Болт став наймолодшим ямайським чоловіком, котрий дістався фіналу спринтерських змагань на чемпіонаті світу з легкої атлетики під егідою IAAF. Але в самому фіналі Усейна спіткала невдача: через пошкодження він фінішував останнім з великим відставанням від решти учасників забігу.

### Чемпіонат світу 2007
Перші нагороди на світових першостях Усейн здобув в Осаці, де проходив чемпіонат 2007-го року. На дистанції 200 метрів Болт впевнено долав всі раунди змагань, неодмінно демонструючи другий загальний результат на кожному етапі. Другим він опинився і в фінальному забігові, поступившись американському спринтеру, для котрого та першість стала тріумфальною, Тайсону Ґею 15-ма сотими секунди. Вже за два дні Болт біг другий етап фіналу естафети 4×100 метрів, і завдяки неперевершено проведеному Асафою Павелом останньому етапу, зумів виграти другу срібну нагороду на турнірі.

### Олімпіада 2008
На Пекінську Олімпіаду Болт прибув як фаворит, оскільки за 2,5 місяці до олімпійських стартів він встановив новий світовий рекорд на дистанції 100 метрів, перевершивши попереднє досягнення свого співвітчизника Асафи Павела на 2 соті секунди.
Попередні забіги на 100-метрівці Усейн пройшов дуже впевнено, перемагаючи в кожному з них і потрапив до фіналу з найкращим часом. Серед суперників Болта у фіналі були Асафа Павел, Волтер Дікс, Чуранді Мартіна та ін. Однак боротьби не вийшло: лише на старті спортсмени долали дистанцію на одному рівні. Але з кожним наступним метром перевага ямайського атлета зростала і на останній чверті дистанції Болт дозволив собі бігти з розставленими руками, озиратися по сторонах та позувати перед репортерами. Попри це він не тільки зумів перемогти, але й примудрився встановити новий світовий рекорд, пробігши дистанцію за 9,69 с.
За схожим сценарієм розвивалися події і на дистанції вдвічі довшій: Болт впевнено долав кожну стадію змагань і з найкращим часом вийшов у фінал. Але в цьому фіналі він пробіг на максимумі своїх можливостей від першого до останнього метру дистанції, і дуже далеко відірвавшись від конкурентів (перевага над другим призером склала більш ніж 0,5 с.), показав результат 19,30 с., котрим на дві соті секунди перевершив попередній світовий рекорд 16-річної давнини, що належав Майклу Джонсону та який він показав ще на Олімпійських іграх в Атланті.
Вже за два дні потому Болт знову вийшов на бігову доріжку Пекінського стадіону аби з партнерами по команді (Неста Картер, Майкл Фрейтер та Асафа Павел) змагатися за перемогу в естафеті 4×100 метрів. Болту довірили проведення третього етапу, з яким він впорався напрочуд вдало: приймав Усейн естафету майже одночасно з тринідадцями та японцями, а передавав вже явним лідером. Фінішер команди Асафа Павел не тільки утримав цю перевагу, але й збільшив її, що дозволило святвувати перемогу Болту та його партнерам по збірній. Заразом ямайці встановили новий світовий рекорд на позначці 37,10 с., що на 0,3 с. краще від попереднього досягнення американців (два різні склади команди США пробігли естафету за 37,40 на Олімпіаді в Барселоні та на чемпіонаті світу 1993-го року в Штутгарті).
Вигравши одразу три олімпійські золота, Усейн Болт повторив або встановив декілька досягнень: за останні півстоліття він став лише третім (після Валерія Борзова та Карла Льюїса) спринтером, котрий зумів виграти 100 та 200 метрів на одній Олімпіаді; також він став першим і поки єдиним легкоатлетом, котрий зумів виграти одразу в трьох дисциплінах, встановши нові світові рекорди в кожній з них.
За підсумками 2008 року був визнаний найкращим легкоатлетом світу.

### Чемпіонат світу 2009
Рівно через рік, в ті самі дні 16, 20 і 22 серпня, але вже на чемпіонаті світу в Берліні, Усейн повторив свої олімпійські успіхи виборовши три золоті нагороди. На попередніх етапах змагань все складалося для Усейна легко і невимушено і він очікувано виходив до фіналу з найкращим часом. У фіналі 100-метрівки, попри серйозний спротив від Тайсона Ґея (показав у забігові третій в історії результат на цій дистанції: 9,71 с.), Болт переміг покращивши встановлений ним же світовий рекорд одразу на 0,11 с., довівши його до позначки 9,58 с. Те саме йому вдалося повторити і на дистанції 200 м. «Блискавка» виграв золоту нагороду, показавши результат 19,19 с., таким чином покращивши світовий рекорд знову, як і на 100-метрівці, на 0,11 с. Довершити свій тріумфальний виступ на Олімпіаштадіоні, Усейну вдалося перемігши разом з партнерами в естафеті 4×100 метрів. Показавши час 37,31 с., ямайці побили рекорд чемпіонатів світу, котрий тримався 16 років.

### Чемпіонат світу 2011
Через два роки після тріумфу в столиці Німеччини Усейн Болт приїхав захищати свої титули в південнокорейське місто Тегу, де проходив черговий чемпіонат світу з легкої атлетики. Однак на дистанції 100 метрів йому цього зробити не вдалося: зробивши фальстарт він був дискваліфікований. Тож чемпіонський титул у цій дисципліні був розіграний без участі «Блискавки» рештою сімома учасниками фіналу, чим і скористався співвітчизник Болта Йоган Блейк.
Звісно, Усейн прагнув реабілітуватися на 200-метровій дистанції і повторити свій успіх дворічної давнини. Успішно подолавши попередні раунди, він так само легко переміг і в фіналі, продемонструвавши результат 19,40 с., найкращий на той момент результат сезону в світі.
В останній день чемпіонату Болту разом з партнерами по збірній вдалося виграти естафету, встановивши новий світовий рекорд: 37,04 с.

### Олімпіада 2012
На треті для себе Олімпійські ігри Болт, вперше за останні роки, приїхав не як головний фаворит. Оскільки за місяць до старту Олімпіади він програв своєму молодшому співвітчизникові Йогану Блейку і 100, і 200-метрівку на ямайському олімпійському відборі, котрий відбувався в Кінґстоні і мав визначити учасників ігор від країни. Звісно, другі місця в обох дисциплінах дозволили Усейну поїхати до Лондона (адже від країни в легкоатлетичних змаганнях можуть брати участь одразу троє спортсменів в кожній індивідуальній дисципліні), тож вся боротьба була ще попереду.
Однак на самих іграх для Болта все склалося дуже вдало: він без надзусиль долав попередні та півфінальні раунди змагань на обох дистанціях, перемагаючи в кожному зі своїх забігів. Продовжилася ця серія і в фінальних забігах. Спочатку на стометрівці Усейн встановив новий олімпійський рекорд пробігши дистанцію за 9,63 с (другий найшвидший результат в історії). Завдяки цій перемозі він став другим, після Карла Льюїса спринтером, котрий спромігся виграти «золото» на 100-метрівці дві Олімпіади поспіль.
На вдвічі довшій дистанції він тріумфував з результатом 19,32 с, і став першим в історії ігор спортсменом, котрий виграв 200-метрівку двічі поспіль. Також він став першим спринтером, котрому вдалося зробити переможний дубль (виграти золоті нагороди на дистанціях 100 та 200 метрів) двічі підряд.
В один з останніх днів лондонської Олімпіади ямайці підтвердили свій клас в естафеті. Окрім здобутої золотої нагороди, Усейн Болт, котрому довірили останній етап, разом зі звичними партнерами (Неста Картер, Майкл Фрейтер та Йоган Блейк) долучився до встановлення нового світового рекорду в цій дисципліні. Ямайці зупинили секундомір на позначці 36,84 с, і стали першим квартетом, котрий зумів «вибігти» з 37 секунд.

## Чемпіонат світу 2013
На чемпіонаті світу 2013, що проходив у Москві, Усейн Болт забрав три золоті медалі, вигравши 100, 200 метрів та разом із збірною Ямайки естафету 4 x 100 метрів, хоча й без рекордних часів.

## Особисті рекорди
| Дисципліна | Дата            | Місто             | Час (сек.) |
| ---------- | --------------- | ----------------- | ---------- |
| 100 м      | 16 серпня, 2009 | Берлін, Німеччина | 9.58       |
| 200 м      | 20 серпня, 2009 | Берлін, Німеччина | 19.19      |
| 400 м      | 5 травня, 2007  | Кінгстон, Ямайка  | 45.28      |

## Допінгові скандали
Усейн Болт ніколи не був помічений у вживанні заборонених препаратів, однак через повторну допінг пробу у його партнера по естафеті 4×100 м. у Пекіні-2008 Нести Картера, яка виявилась позитивною, Ямайку, як і Болта дискваліфікували та забрали золоті нагороди у цій дисципліні.